# Przędzalnia wełny Juliusza Kolmana w Łodzi

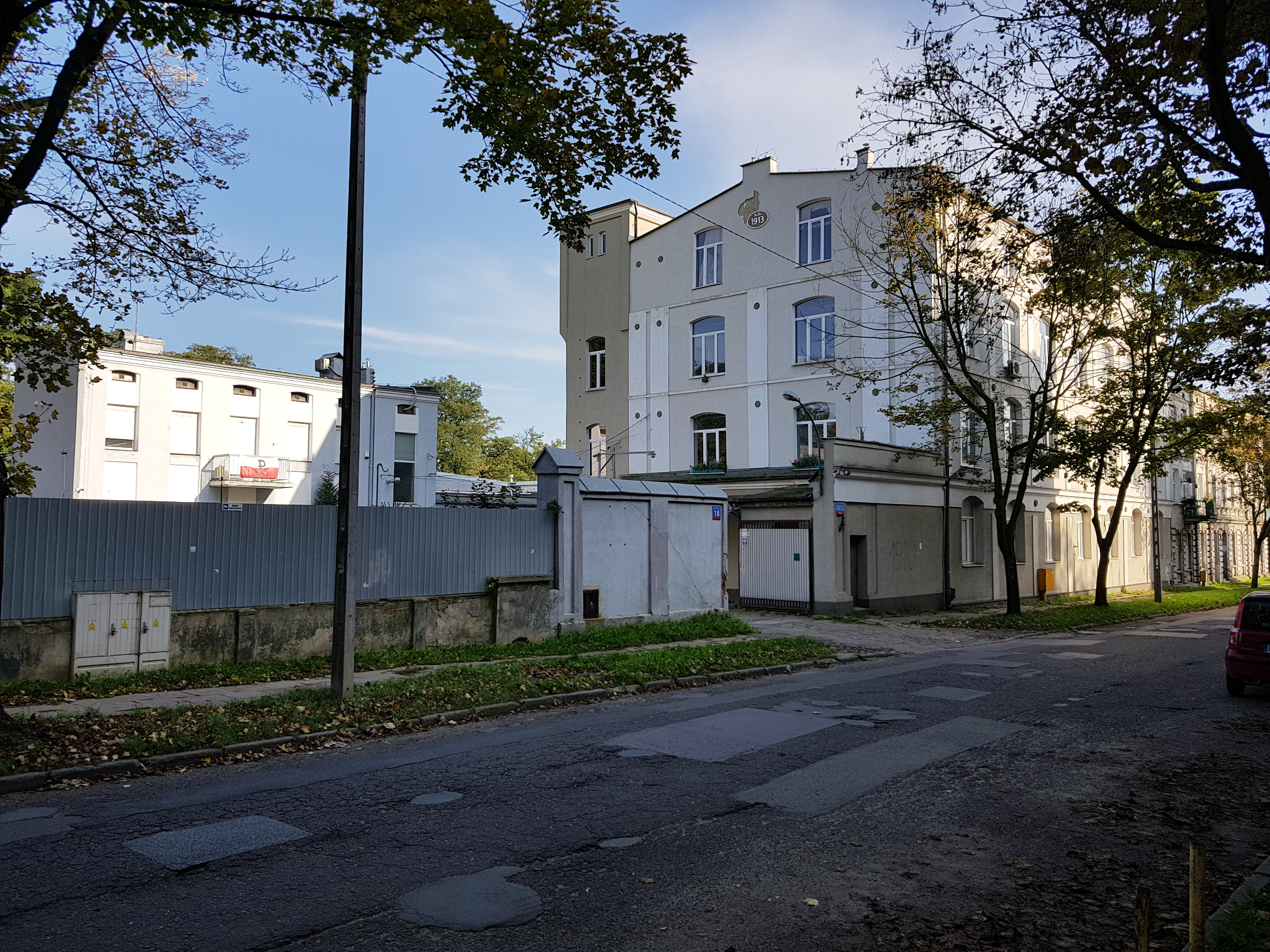
Przędzalnia wełny J. Kolmana

Przędzalnia wełny Juliusza Kolmana – kompleks obiektów pofabrycznych położony w Łodzi przy ulicy Łomżyńskiej 22 w dzielnicy Górna, osiedlu administracyjnym Górniak.

## Historia
Przed 1904 rokiem mieściła się tu przędzalnia wełny Juliusza Kolmana. Jego współpracownikiem był Adolf Hiller. W 1907 roku Hiller przejął od Kolmana większość udziału przędzalni (Przędzalnia Wełny Adolf Hiller i S-ka).
W 1921 roku nieruchomość wraz z fabryką kupił Izzak Berger, który przeniósł na ulicę Łomżyńską swoje przedsiębiorstwo, działające od 1909 roku przy ulicy Składowej w Łodzi. Istniejące obiekty rozbudował i uruchomił w nich przędzalnię wigoni. Przedsiębiorstwo Bergera funkcjonowało pod tym adresem do 1939 roku. Obecnie w budynkach fabryki mieści się siedziba firmy produkującej tkaniny.

## W pobliżu
- dawna fabryka radioodbiorników, ulica Łomżyńska 1
- szpital dla Polaków w czasie okupacji hitlerowskiej, ulica Łomżyńska 17/19
- dawne przędzalnie bawełny, ulica Praska 5/7
- Łaźnie Miejskie – ulica Rzgowska 34
- Fabryka Aleksandra Schichta – nieistniejąca już fabryka przy ulicy Łukasińskiego 4
- Park im. Jarosława Dąbrowskiego
- Park Reymonta